# Gölköy
Gölköy ist eine Stadtgemeinde (Belediye) im gleichnamigen Ilçe (Landkreis) der Provinz Ordu am Schwarzen Meer und gleichzeitig eine Gemeinde der 2013 geschaffenen Büyüksehir belediyesi Ordu (Großstadtgemeinde/Metropolprovinz) in der Türkei. Seit der Gebietsreform 2013 ist die Gemeinde flächen- und einwohnermäßig identisch mit dem Landkreis.
Gölköy liegt ca. 40 km südwestlich der Provinzhauptstadt Altınordu, dem alten Ordu. Der Landkreis Gölköy grenzt im Süden an die Provinz Tokat. Die im Stadtlogo enthaltene Jahreszahl (1936) dürfte auf das Jahr der Erhebung zur Stadtgemeinde (Belediye) hinweisen.
Der 1936 gebildete Landkreis bestand (bis) Ende 2012 neben der Kreisstadt aus den acht Stadtgemeinden (Belediye) Alanyurt, Aydoğan, Damarlı, Direkli, Düzyayla, Güzelyurt, Karahasan und Gülyalı sowie 18 Dörfern (Köy), die während der Verwaltungsreform 2013 in Mahalle (Stadtviertel, Ortsteile) überführt wurden. Die fünf existierenden Mahalle der Kreisstadt blieben erhalten. Den Mahalle steht ein Muhtar als oberster Beamter vor.
Ende 2020 lebten durchschnittlich 936 Menschen in jedem dieser 30 Mahalle, 5.469 Einw. im bevölkerungsreichsten (Gölköy).

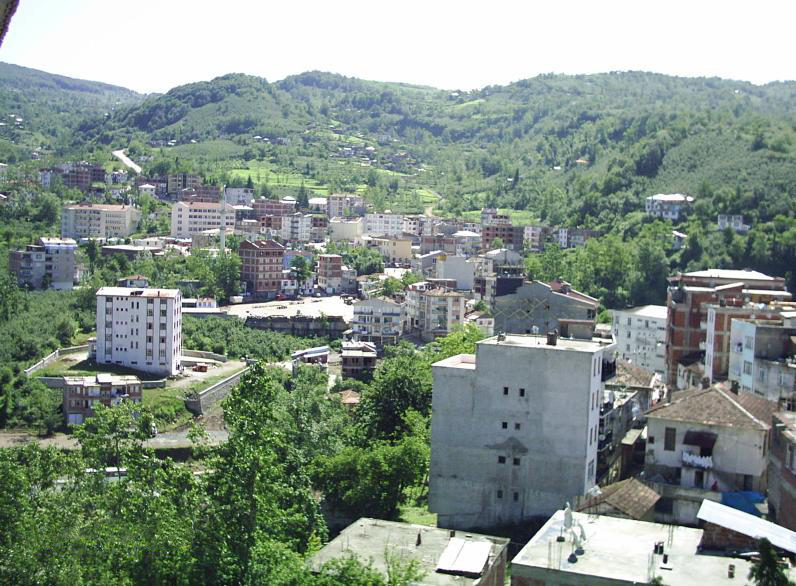
Gölköy Stadtzentrum